# Vivéole
Vivéole, maintenant Europasat, est la marque commerciale d'une offre d'accès internet haut débit couvrant 100 % du territoire de la France métropolitaine, incluant la Corse.
L’accès internet haut débit est assuré par différentes techniques dont principalement les satellites de la Astra en s'appuyant sur la technique ASTRA2Connect. 
La réception et l’émission des données se font par le biais du satellite situé sur la position orbitale 23,5° Est. Cette position couvre une grande partie du continent européen. La position orbital de la bande Ka est sur 28.2° Est.[pertinence contestée]

## Historique
Vivéole est une marque exploitée par la société AUVEA Ingénierie. 
Née en 2003 et implantée à Toulouse, cette société élabore l’ingénierie et l’installation des réseaux s’appuyant sur des solutions satellitaires.
En mars 2008, elle a été la première à commercialiser des solutions[réf. nécessaire] d'accès internet par satellite bidirectionnel pour le grand public. Aujourd'hui l'offre de Vivéole est triple-play (internet + téléphone + télévision).
En avril 2010, Vivéole complète sa gamme d'accès internet en zones blanches ADSL avec la technologie WiMAX. La commercialisation de cette technologie d'accès haut débit commence par les trois départements de la région Limousin (Creuse, Corrèze et Haute-Vienne). Viennent ensuite la Charente-Maritime, la Nièvre, la Sarthe, puis dès octobre 2010 l'Yonne, la Côte-d'Or, et la Saône-et-Loire. 
En janvier 2013, Vivéole propose des accès Internet à 20 Mb/s grâce au satellite Ka de SES.
Depuis le début de son activité, Vivéole est attentive[non neutre] aux actions des collectivités territoriales en matière de résorption de la « fracture numérique ». Vivéole publie notamment une excellente carte de l'ensemble des départements qui subventionnent les accès internet par satellite (36 départements au 1er septembre 2010).
Vivéole a une longue expérience[non neutre] de la technologie satellite depuis 10 ans et collabore régulièrement avec les agences spatiales Européennes[réf. souhaitée].
Depuis Avril 2017, Vivéole fait partie d’Europasat.

## Offre de Vivéole
Vivéole propose divers abonnements à Internet Haut Débit à partir de 29,90 euros par mois pour un débit de 20 Mb/s.
Le service utilise le satellite Astra 2F (28.2°E) en bande Ka.